# Masatoshi Nakayama
Masatoshi Nakayama (1913-1987), és un dels principals mestres del karate shotokan.
Masatoshi Nakayama va néixer el 6 d'abril de 1913, en Kanazawa, Japó, en una família descendent d'antics guerrers samurai pertanyents al clan sanada, dedicada a l'ensenyament de l'art clàssic de l'esgrima japonesa o kenjutsu, el qual en la nova era Meiji va ser transformat en el kendo del present. El seu pare, Naotoshi, va estudiar judo i era metge de l'exèrcit. Inicialment la família Nakayama es va establir a Taipei, Taiwan. Va ser allà on el jove Masatoshi va passar els seus anys de l'escola primària. A més dels seus estudis acadèmics, es va dedicar a la pràctica de kendo, judo, natació, esquí, tennis i atletisme. El seu avi, Naomichi Nakayama, a més de ser instructor de kendo, va ser cirurgià a Tòquio. Naotoshi havia seguit els passos del seu pare en la medicina i naturalment esperava que Masatoshi fes el mateix.
El futur mestre de karate-do, però, havia desenvolupat un fort interès per la cultura i idioma de la xinesa. Després de la secundària, va presentar en secret els exàmens d'ingrés a la Universitat de Takushoku, que s'especialitzava a preparar els estudiants per treball a l'estranger. El 1932, quan Nakayama va arribar a Takushoku per començar els seus estudis, va pensar a continuar la seva pràctica del kendo. Però, pel fet que va llegir malament l'horari, es va presentar al dojo quan el grup de karate estava practicant, va quedar fascinat pel que va veure, sent convidat a tornar la propera classe. Com ell mateix ho esmentaria després: "em vaig oblidar completament del kendo". En aquests moments, el mestre Gichin Funakoshi estava ensenyant personalment i l'entrenament era esgotador. Només aproximadament el 10% dels estudiants duraven més de sis mesos. Els entrenaments consistien en 50 o 60 repeticions d'una sola kata, i al voltant de 1000 cops al makiwara.
La generació del mestre Nakayama s'havia format practicant kendo (esgrima) o Judo (lluita), així que tots estaven acostumats a les trobades esportives on s'enfrontaven a un antagonista real. Això va portar al desenvolupament i inclusió en la pràctica del karate estil shotokan del combat de cinc, tres, i un pas en 1933, combat semi-lliure en 1934, i combat lliure en 1935. A la tardor de 1936, Nakayama i altres estudiants del mestre Gichin Funakoshi, i del seu fill Yohistaka van donar la primera exhibició pública d'aquests nous mètodes d'entrenament en una demostració al Centre Cívic de Tòquio. A més de les seves cinc hores diàries de pràctica de karate, Nakayama va seguir un curs acadèmic en història i llengua xinesa. Va passar 3 o 4 mesos a Manxúria durant 1933, com a estudiant de segon any, i va tornar a la Xina el 1937 en un programa d'intercanvi de la Universitat de Pequín i es va quedar a treballar per al govern xinès. Durant la seva estada a la Xina, Nakayama va continuar practicant i ensenyant karate, però també va estudiar els fonaments de diverses arts marcials xineses, o kung fu/wu-Shu. No va arribar a participar en la formació del primer dojo construït per al karate al Japó: el Shoto-kan, per aquesta raó es va salvar dels horrors de la Segona Guerra Mundial (1939 - 1945) que es van experimentar al seu país. En el seu retorn al Japó, Nakayama va trobar que diversos dels seus companys de karate, així com el propi dojo Shoto-kan, havien mort en la guerra. Va començar a organitzar les classes de nou i, al maig de 1949, va ajudar a fundar l'Associació Japonesa de Karate (JKA).
Encara que Funakoshi era el cap honorària de la nova organització, el mestre ja tenia 81 anys en el moment de la fundació, i va escollir a Nakayama com Instructor Principal de la JKA. El 1947 Nakayama es va convertir en l'entrenador de l'equip de karate-do de la Universitat de Takushoku. El 1952 es va contractar com a part del personal d'educació física i ascendiria a director d'aquesta secció en el futur. Entre els seus molts èxits hi ha la creació de les bases i estructura inicial del karate esportiu, el programa d'entrenament d'instructors de la JKA, i l'expansió del karate-do en els Estats Units i a la resta del món. El 1965 va publicar el seu llibre "La Dinàmica del Karate" (2 toms) i el 1977 la sèrie "El Millor Karate". Altres llibres de gran reconeixement són: "Les Katas de Karate" (5 toms) i "Karate Superior" (11 toms).
El 14 d'abril de 1987, Masatoshi Nakayama va morir a l'edat de 74 anys. Fins a la seva mort, va continuar viatjant, ensenyant, escrivint llibres sobre karate-do (més de 20), i vigilant l'esdevenir de la JKA en una organització mundial de més de 10 milions de persones en 155 països. La qual continua avui dia. Nakayama va ser un veritable mestre del karate-do que va absorbir completament tota la filosofia, tècniques i idees del mestre Funakoshi, i va gastar tota la seva vida transmetent al món.